# Abdi Bile
Abdi Bile (Las Anod, Somalia, 28 de diciembre de 1962) es un atleta somalí, especializado en la prueba de 1500 m en la que llegó a ser campeón mundial en 1987.

## Carrera deportiva
En el Mundial de Roma 1987 ganó la medalla de oro en los 1500 metros, con un tiempo de 3:36.80 segundos, llegando a la meta por delante del español José Luis González y el estadounidense Jim Spivey.